# Stefan Kirn
Stefan Kirn (* 6. März 1956) ist ein deutscher Informatiker und Wirtschaftsinformatiker sowie Professor für Wirtschaftsinformatik an der Universität Hohenheim.

## Karriere
Von 1975 bis 1980 absolvierte Kirn ein Studium der Wirtschafts- und Organisationswissenschaften zum Diplom-Kaufmann an der Universität der Bundeswehr in München. Danach folgte von 1984 bis 1989 ein Studium der Informatik zum Diplom-Informatiker an der Fernuniversität in Hagen. Kirns Promotion zum Dr. rer. nat. mit einer Arbeit zu kooperativen Expertensystemen im Allfinanzwesen erfolgte 1991 ebenfalls an der Fernuniversität in Hagen. Seine Habilitation mit einer organisationstheoretischen Fundierung der Multiagententechnologie und die Lehrerlaubnis in Wirtschaftsinformatik erhielt Kirn 1996 an der Westfälischen Wilhelms-Universität in Münster. Im Oktober 1995 erhielt Kirn einen Ruf auf den Lehrstuhl Wirtschaftsinformatik II an der Technischen Universität Ilmenau. Im Mai 2003 folgte der Ruf auf den Lehrstuhl Wirtschaftsinformatik II an der Universität Hohenheim. Kirn war von 2006 bis 2008 Mitglied im Präsidium der Gesellschaft für Informatik (GI). 
Kirns Forschungs- bzw. Arbeitsschwerpunkte sind:
- Softwaretechnologie, insbesondere kooperative und verteilte intelligente Systeme
- Service-Oriented Computing, Service-orientierte Architekturen
- Anwendungen der Künstlichen Intelligenz
- Supply Chain Management, Logistik und Logistikinformationssysteme
- Electronic Healthcare, Gesundheitstelematik

## Schriften (Auswahl)
- Process of Change in Organisations through eHEALTH, in: Proceedings of the 2nd International eHealth Symposium, Stuttgart 2010.
- Grid Computing, in: Individualization Engineering, Cullivier-Verlag, Göttingen 2009, S. 109–112.
- Grid-Infrastrukturen. Höchstleistung im Rechnen, move moderne verwaltung, 6, 2009, S. 56–58
- Kooperierende intelligente Softwareagenten, in: Individualization Engineering, Cuvillier-Verlag, Göttingen 2008, S. 113–133.
- E-Healthcare: Stand der Dinge, technische Entwicklungen – und neue Wertschöpfungssysteme im Gesundheitswesen, in: IT doesn't matter!?, Verlag Dr. Otto Schmidt, Köln 2006, S. 51–63.